# Макферсон, Герберт Тейлор
Герберт Тейлор Макферсон (англ. Sir Herbert Taylor Macpherson; 22 января 1827 — 20 октября 1886) — британский военачальник, генерал-лейтенант, участник подавления восстания сипаев, Лушайского похода и многих сражений Второй англо-афганской войны. Незадолго до смерти стал главнокомандующим Мадрасской армии. Награждён Крестом Виктории и Орденом Бани.

## Ранние годы
Дедом Герберта Макферсона был Джеймс Макферсон, у которого было восемь детей. Двое из них вступили в 78-й пехотный полк, когда тот был сформирован в форте Джордж в 1793 году. Одним из них был Дункан Макферсон, отец Герберта. Он дослужился до звания командира полка, но после смерти матери подал в отставку и поселился в Ардерсире. Герберт Макферсон родился в Ардершире и провёл юность в этом городке. Он учился в Наирнской академии, при этом жил со своей тётей, которая была вдовой судового врача с корабля HMS Victory. Он рано принял решение стать военным, но, не имея денег и связей, долго не мог получить рекомендации. В 1844 году 78-й пехотный понёс тяжёлые потери от холеры в Синде, и в тот же год Макферсону удалось добиться назначения и 26 февраля 1845 года он вступил в полк в звании энсина.

## Служба в Индии
В январе 1848 года Макферсон получил звание лейтенанта. Его первым боевым опытом стала Англо-персидская война, где его полк числился в дивизии Генри Хэвлока. Он прошёл все сражения войны и получил за неё медаль. Когда в 1857 году полк вернулся в Индию, уже началось восстание сипаев и 78-й полк участвовал в марше Хэвлока на осаждённый Лакхнау. На пути к лакхнау Макферсон участвовал в боях при Онао, Басератганге и Битуре. 20 сентября 1857 года, в конце боёв за Лакхнау, когда полк уже двигался по улицам города, по нему открыли огонь несколько 9- фунтовых орудий. Макферсон собрал несколько человек, атаковал орудия и зарубил артиллеристов. За этот подвиг ему был присвоен Крест Виктории. Его отряд одним из первых пробился к осаждённому зданию резидентства и Макферсон мог бы быть первым человеком, которого увидели осаждённые, но не стал заходить в здание.
В 1857 году Макферсон получил звание капитана, а в ноябре 1858 года, после подавления восстания, ему вручили его Крест Виктории. В 1859 году он вернулся в Англию и женился на Марии Экфорд, дочери генерал-лейтенанта Джеймса Экфорда. Вскоре Макферсон перевёлся в Бенгальскую армию. Лорд Клайд назначил его командиром гуркхского полка.
В 1867 году Макферсон стал подполковником, а в 1868 участвовал в Хазарской кампании, за которую получил медаль. Он участвовал в Лушайской экспедиции 1871—1872 года и Джовакской кампании 1877 года.

## Вторая англо-афганская война
Когда началась Вторая англо-афганская война, было принято решение наступать на территорию Афганистан тремя колоннами, из которых одна должна была захватить крепость Али-Масджид в Хайберском проходе. Для этого была сформирована 1-я дивизия под командованием Сэмуэля Брауна. Макферсону поручили возглавить первую бригаду этой дивизии, которая состояла из трёх полков:
- 4-й батальон стрелковой бригады[англ.]
- 20-й пенджабский пехотный полк[англ.]
- 4-й гуркхский стрелковый полк